# Ờ
Ờ (minuscule : ờ), appelé O cornu accent grave, est une lettre latine utilisée dans l’écriture du vietnamien.
Il s’agit de la lettre O diacritée d’une corne et d’un accent grave.

## Représentations informatiques
Le O cornu accent grave peut être représenté avec les caractères Unicode suivants : 
- précomposé (latin étendu additionnel)[1] :

| formes    | représentations | chaînes de caractères | points de code | descriptions                                 |
| --------- | --------------- | --------------------- | -------------- | -------------------------------------------- |
| capitale  | Ờ               | Ờ                     | U+1EDC         | lettre majuscule latine o cornu accent grave |
| minuscule | ờ               | ờ                     | U+1EDD         | lettre minuscule latine o cornu accent grave |

- décomposé et normalisé NFD (latin de base, diacritiques) :

| formes    | représentations | chaînes de caractères | points de code       | descriptions                                                         |
| --------- | --------------- | --------------------- | -------------------- | -------------------------------------------------------------------- |
| capitale  | Ờ               | O◌̛◌̀                   | U+004F U+031B U+0300 | lettre majuscule latine o diacritique cornu diacritique accent grave |
| minuscule | ờ               | o◌̛◌̀                   | U+006F U+031B U+0300 | lettre minuscule latine o diacritique cornu diacritique accent grave |